# XI SS-Armeekorps
Il XI SS-Armeekorps (in tedesco: "Generalkommando XI. SS-Armeekorps") fu un'unità militare formata il 1º agosto del 1944 nella Galizia occidentale.

## Comandante
| Grado                | Nome                      |
| SS-Obergruppenführer | Matthias Kleinheisterkamp |

## Ordine di battaglia
| Nome unità                    |
| 545. Grenadier-Division       |
| [78. Volksgrenadier Division  |
| 544. Grenadier-Division       |
| ArKo                          |
| SS-Nachrichtend Abteilung 111 |
| SS-Nachschubtruppen 111       |